# This is Opera
This is Opera (traducido literalmente como Esto es ópera) es un programa de televisión divulgativo musical creado y dirigido por Ramón Gener. Se centra en explorar la ópera de formas no convencionales para no hacerlo solamente interesante para aquellas personas ya interesadas en este arte, sino para hacer que los no familiarizados se conciencien y se predispongan a enamorarse de todos los aspectos de la ópera.
El presentador guía al espectador a los lugares de origen de cada obra de ópera y explora la cultura, historia y también las modernas y actuales tendencias y cómo se aplican a este arte clásico pero a la vez moderno.
La serie se estrenó por primera vez en Servus TV en Austria y Alemania el 17 de enero de 2015, en La 2 en España el 8 de marzo de 2015, en Rai 5 de Italia el 15 de marzo de 2015 y en Foxtel Arts en Australia el 19 de agosto de 2015.

## Recepción
Muchas personas que no están interesadas en la ópera encuentran el programa y el presentador altamente entretenidos. Este estilo de programa educativo para adultos hace que la serie alcance una audiencia más amplia, pero también atrae a los ya interesados por la música.
La serie ha recibido diversas nominaciones en diferentes festivales: This is Opera estuvo nominado en los Rocky Awards en el Festival BANFF bajo la categoría de música y variedades. También fue escogido para el Festival IDFA en noviembre de 2015. Más recientemente,  ha sido nominado en el Festival Rose d'Or en la categoría de Artes por su episodio de Turandot.

## El presentador

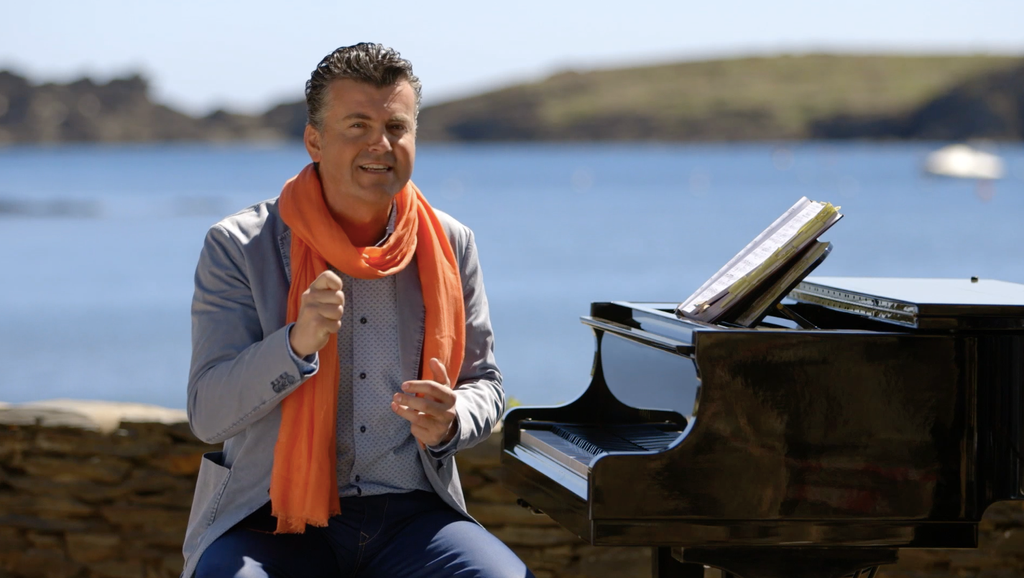
Ramón Gener en un fotograma del episodio "Tristán e Isolda"

Ramón Gener, escritor y músico, es el presentador y muestra su pasión mientras guía al espectador a través de varias óperas de una forma entretenida. Con el aspecto dramático de la ópera, Gener pretende transmitir ciertas ideas o pensamientos sobre la vida, como por ejemplo su idea de compartir, como declara en una entrevista: " todo lo que tienes, si no eres capaz de compartirlo, no sirve para nada".  Ha presentado varios espectáculos y ha estado implicado en programas de televisión desde comienzos del año 2011.
Gener ha concedido varias entrevistas sobre sus escritos y sobre This is Opera donde comenta sus primeras experiencias con la música y cómo surgió el programa de televisión de una introducción atípica.

## Episodios
| Programa | Temporada | Fecha de emisión en España | Ópera                         | Compositor  |
| -------- | --------- | -------------------------- | ----------------------------- | ----------- |
| 1        | 1x01      | 8 de marzo de 2015         | Carmen                        | Bizet       |
| 2        | 1x02      | 15 de marzo de 2015        | Turandot                      | Puccini     |
| 3        | 1x03      | 22 de marzo de 2015        | El Barbero de Sevilla         | Rossini     |
| 4        | 1x04      | 29 de marzo de 2015        | La bohème                     | Puccini     |
| 5        | 1x05      | 5 de abril de 2015         | Parsifal                      | Wagner      |
| 6        | 1x06      | 12 de abril de 2015        | Peleas y Melisande            | Debussy     |
| 7        | 1x07      | 19 de abril de 2015        | Bel canto                     | -           |
| 8        | 1x08      | 26 de abril de 2015        | El anillo del nibelungo       | Wagner      |
| 9        | 1x09      | 3 de mayo de 2015          | Tosca                         | Puccini     |
| 10       | 1x10      | 10 de mayo de 2015         | La traviata                   | Verdi       |
| 11       | 1x11      | 17 de mayo de 2015         | Tristán e Isolda              | Wagner      |
| 12       | 1x12      | 24 de mayo de 2015         | Don Giovanni                  | Mozart      |
| 13       | 1x13      | 31 de mayo de 2015         | Rigoletto                     | Verdi       |
| 14       | 1x14      | 7 de junio de 2015         | Manon                         | Massenet    |
| 15       | 1x15      | 14 de junio de 2015        | El cazador furtivo            | Weber       |
| 16       | 2x01      | 20 de septiembre de 2015   | Pagliacci                     | Leoncavallo |
| 17       | 2x02      | 27 de septiembre de 2015   | Eugenio Onegin                | Chaikovski  |
| 18       | 2x03      | 4 de octubre de 2015       | Fidelio                       | Beethoven   |
| 19       | 2x04      | 11 de octubre de 2015      | El rey de la ópera en Londres | Händel      |
| 20       | 2x05      | 18 de octubre de 2015      | Così fan tutte                | Mozart      |
| 21       | 2x06      | 25 de octubre de 2015      | Salomé                        | Strauss     |
| 22       | 2x07      | 1 de noviembre de 2015     | Nabucco                       | Verdi       |
| 23       | 2x08      | 8 de noviembre de 2015     | El caballero de la rosa       | Strauss     |
| 24       | 2x09      | 15 de noviembre de 2015    | La flauta mágica              | Mozart      |
| 25       | 2x10      | 22 de noviembre de 2015    | Vivaldi y Venecia             | Vivaldi     |
| 26       | 2x11      | 29 de noviembre de 2015    | Lulú                          | Berg        |
| 27       | 2x12      | 6 de diciembre de 2015     | Madama Butterfly              | Puccini     |
| 28       | 2x13      | 13 de diciembre de 2015    | Rusalka                       | Dvořák      |
| 29       | 2x14      | 20 de diciembre de 2015    | El nacimiento de la ópera     | -           |
| 30       | 2x15      | 27 de diciembre de 2015    | Ópera es vida                 | -           |

## Emisión internacional
- Señal Colombia
- TV Perú, IPe